# Angviller-lès-Bisping
Angviller-lès-Bisping (Duits: Angweiler bei Bisping) is een plaats en voormalige gemeente in het Franse departement Moselle in de regio Grand Est.

## Geschiedenis
In 1295 stond de plaats bekend als Angwilre. Op een 16e-eeuwse kaart van Mercator staat de plaats vemeld als Angweiler.
In 1790 werd de gemeente ingedeeld bij het departement Meurthe. Bij de Vrede van Frankfurt stond Frankrijk het gebied in 1871 af aan het Duitse Keizerrijk en werd het onderdeel van de Kreis Finstingen en het Bezirk Lotharingen onder de naam Angviller bei Bisping.
In 1790 werd de gemeente ingedeeld bij het departement Meurthe. Bij de Vrede van Frankfurt stond Frankrijk het gebied in 1871 af aan het Duitse Keizerrijk en werd het onderdeel van de Kreis Finstingen en het Bezirk Lotharingen.
Toen na de Eerste Wereldoorlog het gebied weer Frans werd bleven de departementsgrenzen zoals ze waren na 1871 en werd het district opgenomen als het nieuwe departement Moselle.
De in 1871 opgeheven kantons en arrondissementen werden hersteld en Angviller-lès-Bisping werd weer onderdeel van het kanton Fénétrange en het arrondissement Sarrebourg.

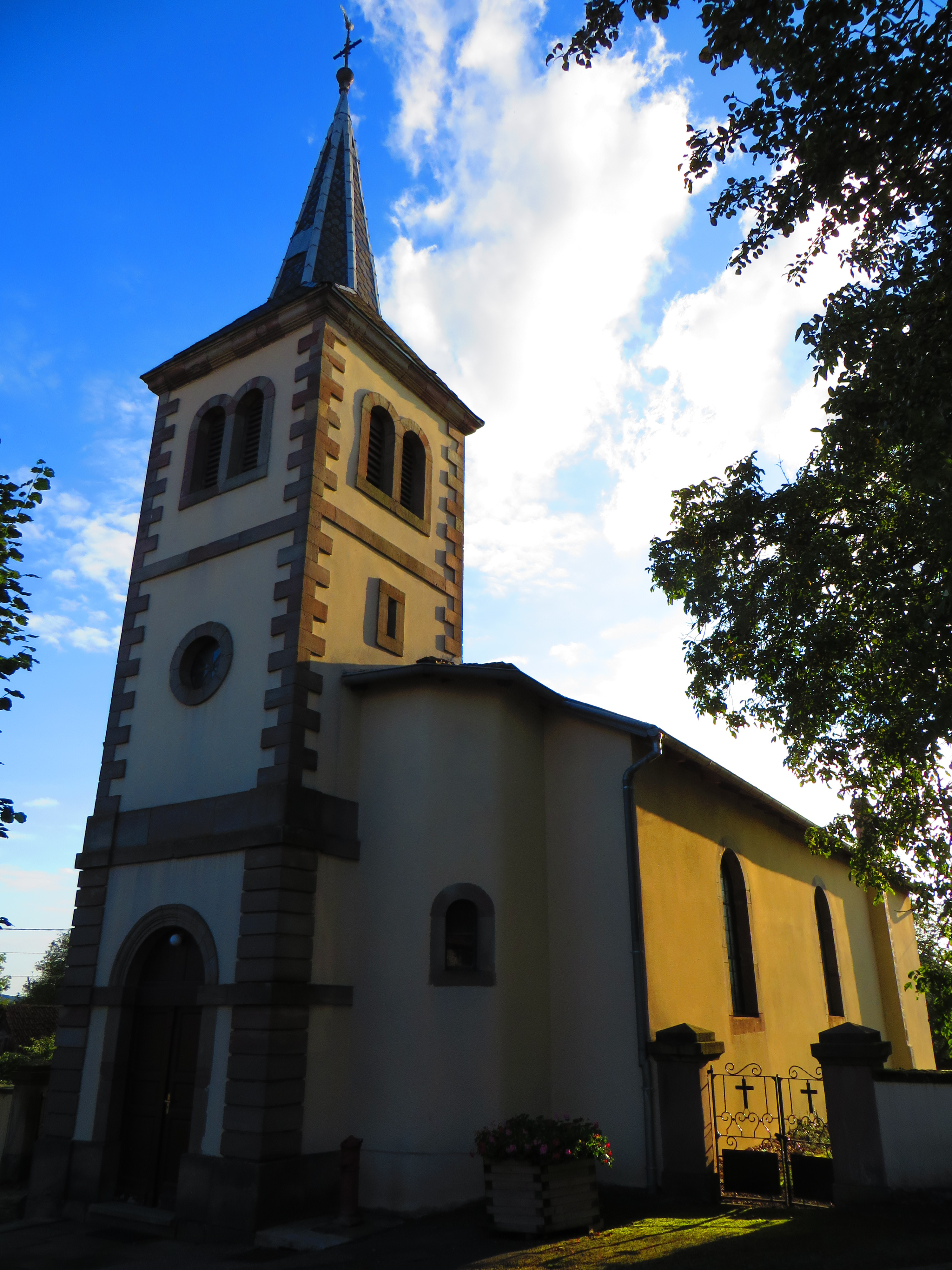
De kerk van Angviller-lès-Bisping

Op 9 september 1973 fuseerde Angviller-lès-Bisping met Bisping en het sinds 1986 weer zelfstandige Desseling tot de gemeente Belles-Forêts. De voormalige gemeenten kregen de status van commune associée.